# 阿不都拉·扎克洛夫
阿不都拉·扎克洛夫（維吾爾語：ئابدۇللا زاكىروف‎，拉丁维文：Abdulla Zakirof，1918年2月27日—1981年12月3日），男，维吾尔族，新疆伊宁人，中华人民共和国政治人物。

## 生平
1935年，留学苏联国立中亚大学。1938年底回到新疆，先后在《塔城日报》社、《伊犁日报》社任编辑，开展地下革命活动，组建了伊犁地区首个马列主义学习小组。1944年11月起，历任新疆三区革命伊犁临时政府一区警察局局长，伊犁临时政府秘书长、税务局副局长，东突厥斯坦革命青年团中央秘书长、副主席等职务。经中共中央新疆分局书记王震、副书记徐立清及各位委员分别介绍，1949年12月30日，阿不都拉·扎克洛夫等15位新疆各民族干部在中共中央新疆分局所在地迪化市新疆分局办公大楼集体宣誓加入中国共产党（无候补期），阿不都拉·扎克洛夫成为中华人民共和国时期中国共产党在新疆发展的首批少数民族党员之一。
中华人民共和国成立后，历任新疆省人民政府秘书长、新疆维吾尔自治区人民委员会秘书长，并曾兼任新疆省人事厅厅长、语委会主任及新疆维吾尔自治区教育厅厅长等职务。1959年后，担任新疆维吾尔自治区人民委员会副主席、中共新疆维吾尔自治区党委常委。他还是第二届全国人大代表。
1951年，中国人民赴朝慰问团西北分团在团长李敷仁、副团长周鲸文、扎克洛夫的率领下，到朝鲜慰问中国人民志愿军。西北军政委员会主席习仲勋在西安欢送慰问团。在朝鲜，扎克洛夫曾随廖承志在朝鲜前线听取朝鲜人民军给慰问团介绍情况。1951年6月21日，中国人民赴朝慰问团西北分团回到西安，西安各族、各界人民在新城广场举行欢迎会，听取慰问团的报告。
文化大革命期间，遭到迫害。中共十一届三中全会后，获彻底平反，恢复名誉。
1981年12月3日，阿不都拉·扎克洛夫在乌鲁木齐病逝，享年63岁。

## 家庭
- 父：凯吾尔·扎克尔
- 子：雪克来提·扎克尔，新疆维吾尔自治区人民政府主席。[1][2]